# Galiza Socialista
Galiza Socialista foi um grupo político da região autônoma da Galiza de esquerda e clandestino durante a ditadura franquista.
Surgiu na cidade de Vigo. Formado basicamente por trabalhadores, em especial da Citroën naquela comunidade. Em uma tentativa frustrada, tentou criar um sindicato nacionalista. Contava também com outro grupo de Santiago de Compostela composto por universitários. A princípio, mantinha com a Frente de Libertación Popular, trabalhando também na organização de conselhos sindicais.
Em 1971 integrou-se a União do Povo Galego.